# Astyanax latens
Astyanax latens är en fiskart som beskrevs av Mirande, Aguilera och Maria De Las Mercedes Azpelicueta 2004. Astyanax latens ingår i släktet Astyanax och familjen Characidae. Inga underarter finns listade.